# Euphorbia seibanica
Euphorbia seibanica là một loài thực vật có hoa trong họ Đại kích. Loài này được Lavranos & Gifri mô tả khoa học đầu tiên năm 1999.